# آبشار پشندگان
آبشارپشندگان آبشاری در فاصلۀ ۷۵ کیلومتری جنوب فریدون‌شهر است و در پائین دست روستای پشندگان واقع در دهستان پشتکوه شهرستان فریدون‌شهر قرار دارد.
ارتفاع این آبشار حدود ۴۵ متر است که در فصول بهار و تابستان با حرکت آب بر روی صخره‌های پائین دست جلوه‌ای زیبا از قدرت آفریدگار را در این طبیعت بکر و کوهستان زیبا را به نمایش می‌گذارد.
وجود انواع درختان جنگلی شامل سیب، زالزالک، بنه، بلوط و گردو و انواع پرندگان وحشی، بر طراوت و دلنشینی این جاذبه طبیعی افزوده است.